# Doliops octomaculatus
Doliops octomaculatus es una especie de escarabajo del género Doliops, familia Cerambycidae. Fue descrita científicamente por Breuning en 1938.
Habita en Filipinas. Los machos y las hembras miden aproximadamente 10 mm. El período de vuelo de esta especie ocurre en los meses de marzo, agosto, octubre, noviembre y diciembre.